# Gruszeczka
Gruszeczka (niem. Birnbäumel) – wieś w Polsce, położona w województwie dolnośląskim, w powiecie milickim, w gminie Milicz.
W latach 1975–1998 miejscowość należała administracyjnie do województwa wrocławskiego.
12 listopada 1946 nadano miejscowości polską nazwę Gruszeczka.
W miejscowości był przystanek kolei wąskotorowej Gruszeczka.

## Filia Groß-Rosen
W czasie II wojny światowej, od października 1944 do stycznia 1945 działała w Gruszeczce filia obozu Groß-Rosen, do której skierowano około 1000 żydowskich kobiet z obozu Auschwitz-Birkenau. Wykonywały one prace ziemne przy wznoszonych w okolicy umocnieniach polowych. Relacje historyczne odnotowują bardzo złe warunki pobytu. Obóz składał się z 10 okrągłych drewnianych baraków. 23 stycznia 1945 obóz zlikwidowano, a więźniarki skierowano do obozu w Bergen-Belsen.